# Mwachilele
Mwachilele è un ward dello Zambia, parte della Provincia di Lusaka e del Distretto di Chongwe.